# انحياز للوضع الراهن
الانحياز للوضع الراهن (بالإنجليزية: Status quo bias) هو انحياز عاطفي أو تفضيل لحالة الأمور الراهنة. يُعتبر الوضع الراهن في هذه الحالة مرجعية، وأي تغيير عليه يُعتبر خسارة. يجب تمييز الانحياز للوضع الراهن عن التفضيل العقلاني لحالة الوضع الراهن، عندما تكون حالة الوضع الراهن أفضل موضوعيًّا من البدائل المتاحة، أو عندما تكون المعلومات غير الكاملة مشكلة مهمة. تُظهر كمية كبيرة من الأدلة أن انحياز الوضع الراهن يؤثر على اتخاذ القرار البشري.
يجب تمييز الانحياز للوضع الراهن عن الخمول النفسي، الذي يشير إلى افتقار التدخل في حالة الأمور الحالية. على سبيل المثال، اعتبر أن هناك مصنعًا على وشك العمل بالقرب من بحيرة مياه عذبة، وبالتالي فإن المصنع سيلوث مياه البحيرة بالكيماويات. سيشمل انحياز الوضع الراهن تجنب التغيير، وبالتالي التدخل لمنع المصنع من تلويث البحيرة بالكيماويات السامة. لكن الخمول النفسي على العكس، لن يتدخل في مجرى الأحداث لمنع تغيير البحيرة.
يتفاعل الانحياز للوضع الراهن مع العمليات الإدراكية اللاعقلانية الأخرى مثل تفادي الخسارة وانحياز الوجود وتأثير الهبة وطول العمر والتعرض البحت وتجنب الندم. يُنظر للدليل التجريبي على الانحياز للوضع الراهن من خلال استخدام اختبار التراجع. يوجد العديد من الأمثلة التجريبية والميدانية. تُظهر السلوكيات الخاصة بخطط التقاعد والصحة والاختيارات الأخلاقية أدلة على الانحياز للوضع الراهن.

## أمثلة
انشأ كاينمان وريتشارد ثالر وجاك كينتش تجارب يمكنها إنتاج هذا التأثير. وضح سامويلسون وزيكهاوسر (1988) الانحياز للوضع الراهن باستخدام استطلاع واجه فيه المشاركون سلسلة من مشاكل القرارات، والتي أطرت بالتبادل بموقف به أو بدونه وضع راهن. مال المشاركون إلى البقاء في الوضع الراهن عندما عُرض عليهم الموقف.
مهمات اختيار افتراضية: أُعطى الخاضعون للدراسة اختيارًا افتراضيًّا في النسخة «المحايدة» الآتية، وفيها يُعرَّف الوضع الراهن: «أنت قارئ جاد للصحف الاقتصادية، لكن منذ وقت قريب كان لديك بعض الأموال بحاجة للاستثمار. هذا عندما ورثت كمية كبيرة من المال من عمك الأكبر. فتنظر في العروض المتاحة. اختياراتك هي أن تستثمر في: شركة متوسطة المخاطر، شركة عالية المخاطر، أذون الخزانة، السندات البلدية.» قُدمت نفس المشكلة للمشاركين الآخرين ولكن كان هناك اختيار واحد مصمَّم أن يكون ممثلًا للوضع الراهن. في هذه الحالة، اكملت الفقرة الافتتاحية: «استُثمر جزء كبير من هذا الملف في شركة متوسطة الخطر... (كانت عواقب الضريبة وعمولات الوساطة لأي تغيير بلا أهمية)» كانت النتيجة أن البديل أصبح أكثر شيوعًا عندما صمم كوضع راهن.
مستهلكو الطاقة الكهربية: سئل مستهلكو الطاقة الكهربية في كاليفورنيا حول تفضيلاتهم بشأن أوجه المفاضلة بين موثوقية الخدمة ومعدلاتها. وقع المجيبون في مجموعتين، واحدة بها خدمة موثوقة عن الأخرى. سئلت كل مجموعة عن الحالة المفضلة لديهم بين ست تشكيلات من الموثوقية والمعدلات، وصممت إحدى التشكيلات لتكون بمثابة الوضع الراهن. كان هناك انحياز قويّ للوضع الراهن. اختار 60.2% من أولئك في مجموعة الموثوقية العالية الوضع الراهن، بينما اختار 5.7% اختيار الموثوقية المنخفضة الذي جربته المجموعة الأخرى، بالرغم من المعدلات المنخفضة. وبصورة مشابهة، اختار 58.3% من الذين كانوا في مجموعة الموثوقية المنخفضة الوضع الراهن، وفقط 5.8% اختاروا الموثوقية المرتفعة.

## الشرح
يُنسب الانحياز للوضع الراهن إلى مزيج من تفادي الخسارة وتأثير الهبة، وهما فكرتان متعلقتان بنظرية الاحتمالات. يزن الفرد الخسائر المحتملة للتحول من الوضع الراهن بقوة عن المكاسب المحتملة؛ وذلك بسبب أن القيمة الوظيفية في نظرية الاحتمالات أكثر انحدارًا في نطاق الخسارة. ونتيجة لذلك، سيفضل الأفراد عدم التبديل على الإطلاق. وبكلمات أخرى، إننا نميل إلى معارضة التغيير إلا إذا رجحت الفوائد كفتها عن المخاطر. إلا أن الانحياز للوضع الراهن يستمر حتى في غياب إطار المكسب/ الخسارة: فعلى سبيل المثال، عندما طُلب من الخاضعين للدراسة أن يختاروا لون سيارتهم الجديدة، نزعوا إلى لون اعتباطي كان مؤطرًا كونه الوضع الراهن. لا يستطيع «تفادي الخسارة» تفسير الانحياز للوضع الراهن بالكامل، فهناك عدد من الأسباب المحتملة الأخرى مثل تجنب الندموتكاليف التعاملات والالتزام النفسي.

### السبل العقلانية للحفاظ على الوضع الراهن
يمكن أن يكون الوضع الراهن اختيارًا عقلانيًّا أيضًا إذا كان هناك بعض الحدود الإدراكية أو المعلوماتية.
الحدود المعلوماتية
من الصعب أن نتحرى اليقين حول نتائج القرارات، ولا الفائدة التي ستعود بها تلك القرارات علينا. لأن بعض الأخطاء مكلفة عن غيرها (هاسيلتون ونيتل، 2006)،  مما يدفع البعض إلى التمسك بالقرارات الآمنة المأخوذة في الماضي، طالما أن تلك القرارات السابقة «جيدة بما فيه الكفاية».
الحدود الإدراكية
إن الاختيار صعب غالبًا، وصناع القرار ربما يفضلون اللافعل على الفعل و/أو الحفاظ على المسار الحالي للفعل لأنه أسهل. تتطلب بدائل الوضع الراهن غالبًا القليل من المجهود الذهني للحفاظ عليها.

### السبل اللاعقلانية
يربط الحفاظ اللاعقلاني على الوضع الراهن العديد من الانحيازات المعرفية.
انحياز الوجود
يُعتبر افتراض طول العمر والأفضلية من أجزاء الانحياز للوضع الراهن. يعامل الناس الوجود للوهلة الأولى معاملة الخير والجمال والتعمير مما يزيد من تفضيلهم له. يؤثر الانحياز للوضع الراهن على تفضيلات الناس: يبلغ الناس عن تفضيلاتهم لما يزيد احتمال استقبالهم له. يفترض الناس ببساطة، بالقليل من العقل أو التعمد، أفضلية الوضع الموجود حاليًا.
طول العمر نتيجة طبيعية لانحياز الوجود: إذا كان الوجود جيدًا، فإن الوجود الطويل يجب أن يكون أفضل. يشبه هذا التفكير مفاهيم التطور مثل «البقاء للأصلح»، وأيضًا مبدأ المضاعفة في نظرية العزو.
الخمول النفسي سبب آخر لشرح الانحياز تجاه الوضع الراهن. كما أن الخوف من الندم من الشروح الأخرى؛ فمثلًا إذا اخترنا شريك، قد نعتقد أن هناك شخصًا أفضل منه بالخارج.

### التعرض البحت
التعرض البحت من شروح الانحياز للوضع الراهن. تتواتر الحالات الموجودة عن تلك غير الموجودة ولهذا فهي تُستقبل بكونها أصدق وتُفضَّل عن غيرها. فمن طرائق زيادة الإعجاب بشيء تكرار التعرض له عبر الوقت.
تفادي الخسارة
يقود تفادي الخسارة إلى المزيد من الندم على الفعل مقارنة باللافعل؛  فيزيد الندم على قرار وتغييره للوضع الراهن عن القرارات التي تحافظ عليه. توفر تلك القوى معًا فائدة للوضع الراهن، يُحفز الناس إلى عدم فعل شيء أو الحفاظ على القرارات الحالية أو السابقة. يُتجنب التغيير، ويتمسك صناع القرار بما فُعل في الماضي.
تشمل التغييرات عن الوضع الراهن مكاسب وخسائر، ويكون التغيير جيدًا بشكل عام إذا كان وزن المكاسب يفوق وزن الخسائر. إذًا فإن الميل إلى التأكيد المبالغ به على تجنب الخسائر سيؤدي إلى الحفاظ على الوضع الراهن، مما يؤدي إلى انحياز للوضع الراهن. حتى اختيار الوضع الراهن ينطوي على فقدان بعض النتائج الإيجابية، عندما تُمثل كـ«مكاسب» فإنها تُعامل سيكولوجيًّا بوزن أقل من «الخسائر» التي ستحدث إذا تغير الوضع الراهن.
طعن دافيد غال وديريك روكر في تفسير تفادي الخسارة لانحياز الوضع الراهن، ويجادلان أن الدليل على تفادي الخسارة (أي النزوع إلى تجنب الخسائر مقارنة بالسعي للمكاسب) يُقابل بالميل إلى الخمول النفسي (تفوق النزوع إلى تجنب التدخل مقارنةً بالتدخل في مسار الأحداث). يرتبط الخمول النفسي بهذا المعنى بانحياز الإغفال، عدا أنه لا يحتاج إلى أن يكون انحيازًا ولكنه قد يكون سلوكًا عقلانيًّا تمامًا ينشأ من تبادل المنافع أو فقدان الحافز للتدخل بسبب التفضيلات المبهمة.

## اقرأ أيضاً
- انحياز
- حكم الأمر الواقع